# Banda virtual

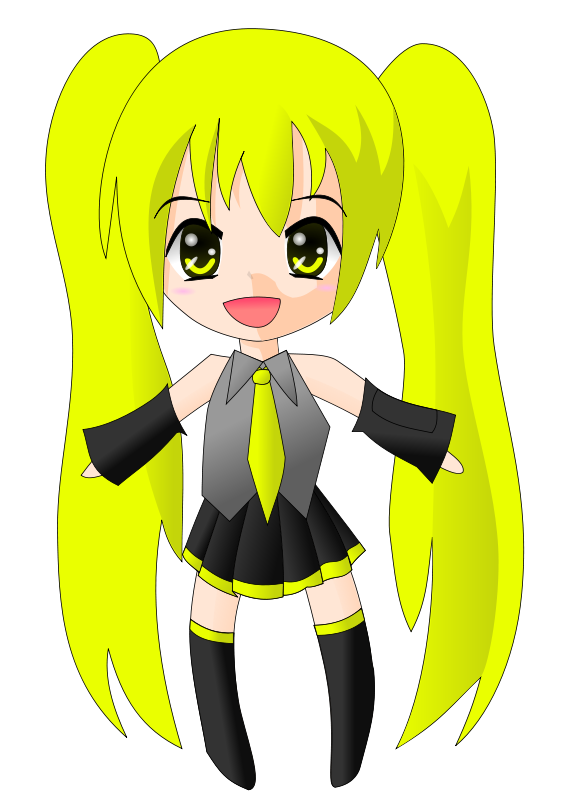
Fan art da cantora virtual Akita Neru, 2011.

No entretenimento, uma banda virtual (também denominado ídolo virtual, cantor virtual, grupo virtual, artistas virtuais, grupo de desenho, ídolo de desenho, cantor de desenho ou banda de desenho) é uma banda ou grupo musical cujos membros retratados não são pessoas, mas personagens animados ou avatares virtuais. As músicas são gravadas (e, no caso de concertos, performadas) por músicos e produtores reais enquanto qualquer mídia relacionada à banda virtual, incluindo álbuns, videoclipes e o componente visual das apresentações no palco, apresenta a formação animada; em muitos casos, os membros da banda virtual são creditados como compositores e intérpretes das músicas. Apresentações ao vivo podem se tornar bastante complexas, exigindo sincronização perfeita entre os componentes visuais e sonoros do espetáculo.
O termo "banda virtual" foi popularizado com o Gorillaz em 2000, embora o conceito da banda virtual tenha sido demonstrado pela primeira vez por Alvin e os Esquilos em 1958, quando seu criador, Ross Bagdasarian, acelerou gravações de sua própria voz para alcançar a "voz de esquilo". Desde então, várias bandas virtuais gravaram materiais. Animação por computador, animação tradicional e mixagem e manipulação vocal são características comuns.
O termo "ídolo virtual" (virtual idol) foi originado no Japão, onde remonta à década de 1980 e tem raízes em animes e na cultura idol japonesa. Entre os ídolos virtuais mais populares estão a cantora de Vocaloid Hatsune Miku, além dos YouTubers virtuais Kizuna AI e Hoshimachi Suisei.
O termo às vezes é confundido com grupos musicais que colaboram usando a Internet, que não exigem que os membros estejam no mesmo local físico para trabalhar.

## Membros
Os membros dos grupos virtuais são personagens animados e, como qualquer outro personagem fictício, têm personalidade, voz, história e estilo de jogo próprios. Por exemplo, Alvin, o líder dos Esquilos, é considerado travesso, e o guitarrista do Skeleton Staff, Stanton, é um jogador fraco, além disso, Freen no baixista do Green, Sparky é lento e tem sido descrito como egoísta e pretensioso, enquanto Murdoc do Gorillaz é um baixista satânico de meia-idade. Outro exemplo é Hatsune Miku, que não tem uma personalidade definida; porque seu jeito de ser depende dos fãs, sua personalidade muda em cada música feita pelos usuários do Vocaloid.
O estilo de animação usado para representar os personagens varia. Alguns grupos, como The Archies, Gorillaz, Dethklok e Alvin and the Chipmunks, são personagens desenhados à mão, e grande parte de sua mídia usa técnicas tradicionais de animação e desenho. Outros, como Hatsune Miku, JuJu Eyeballs, Crazy Frog, Genki Rockets e The Bots, são gerados por computador.
Algumas pessoas consideram os fantoches como uma forma de animação; Essa consideração significa que grupos como Dr. Teeth e Electric Mayhem, Feltworth e Fragile Rock podem ser considerados bandas virtuais.

## Produção

### Em estúdio
A gravação da música é feita pelos músicos e artistas humanos, que os artistas virtuais imitam. Em alguns casos, o canto é feito por máquinas ou aplicativos de sintetizadores, como o vocaloid de Hatsune Miku. Isso é feito usando o processo normal de gravação em estúdio.
Em alguns casos, mais notavelmente Alvin e os Esquilos, a manipulação de vozes pode ser empregada, seja para obter um efeito vocal desejado, seja para torná-lo diferente da voz do cantor atual. A manipulação é feita modificando a velocidade de reprodução da faixa vocal ou colocando-a através de um sintetizador (Vocoding).
Os créditos de escrita e produção podem ser atribuídos à banda virtual ou aos escritores e artistas humanos envolvidos.

### Ao vivo
Um dos dois métodos pode ser empregado para apresentações ao vivo. O primeiro envolve a animação de todo o conjunto, com pouca ou nenhuma permissão para a interação do público, e então "executá-lo" como está. A principal armadilha desse método é a falta de interação do público, que pode ser vital durante os shows. Isso é mais adequado para apresentações curtas, em que a resposta do público pode ser prevista.
O segundo método, e mais complexo, difere do primeiro em que a permissão é feita para uma variedade de respostas e interações. Isso significa ter uma grande variedade de sequências animadas prontas para jogar, com linhas faladas correspondentes, em resposta a diferentes reações.
Em ambos os casos, um extenso ensaio é necessário para sincronizar linhas faladas e instrumentação com ações animadas. Isso pode ser eliminado usando música e fala pré-gravadas, mas isso também enfraquece a experiência real ao vivo.
(Alguns artistas e grupos não virtuais empregaram uma técnica similar em algumas turnês e performances. DJ Shadow, por exemplo, em sua turnê In Tune e On Time, teve sequências pré-animadas, que foram tocadas em telas gigantes atrás dele enquanto ele executou o conjunto. Mais uma vez, uma grande quantidade de planejamento pré-turnê e ensaio de sincronização foi necessário de antemão.)

## História
Embora o termo não tenha sido cunhado na época, Alvin e os Esquilos foram a primeira banda virtual a aparecer. Centrado em Alvin, seus dois irmãos Simon e Theodore, e seu empresário/pai Dave Seville, suas vozes foram criadas por Ross Bagdasarian, Sr., que acelerou a gravação de sua voz para criar o som distinto; o processo lhe rendeu dois Grammys em 1959.
O sucesso dos Esquilos estimulou outro grupo, o Nutty Squirrels, a se juntar às fileiras. Uma versão cantada da criação de Bagdasarian, eles fizeram o Top 40 americano com sua música "Uh-Oh". Seu sucesso, no entanto, foi de curta duração.
The Archies foram a primeira banda virtual a aparecer nas paradas pop mundiais, com a música "Sugar, Sugar", que esteve em primeiro lugar na Billboard Hot 100 e na UK Singles Chart em 1969.
Durante esse tempo, outros programas de televisão, como Josie and the Pussycats e The Muppet Show, começaram a incluir bandas como parte do formato (no caso de Josie and the Pussycats, a banda de mesmo nome era o foco do programa). Alguns dos grupos que apareceram nesses programas lançaram gravações mainstream. Algumas bandas, no entanto, se "quebrariam" após o término do show.
Depois que o The Archies, produzido pela Filmation, se tornou um grande hit pop, Hanna-Barbera começou a lançar vários desenhos animados de TV com as aventuras de bandas de rock, como Josie e as Gatinhas, Os Impossíveis, entre outros.
Durante os anos 80, a Hasbro lançou Jem, uma série de TV animada com duas bandas inimigas com um novo vídeo em cada episódio.
O Gorillaz da Grã-Bretanha foi formado por Damon Albarn, do Blur, e Jamie Hewlett, do Tank Girl, em 1998 e produzido pelo Dan The Automator, de Deltron 3030. O grupo trouxe bandas virtuais à vertente musical novamente, com várias posições no Top 20 em todo o mundo. álbuns de estúdio: o seu álbum de estréia intitulado Gorillaz, Demon Days, Plastic Beach, The Fall e Humanz, além de dois álbuns B-sides e dois EPs.
Em 2007, a Crypton Future Media e a Yamaha lançaram o Vocaloid 2, com o banco de vozes de Hatsune Miku. Em 2009, Hatsune Miku teve seu primeiro show, Outros Vocaloids incluem Kagamine Rin/Len, Megurine Luka e Kaito.